# السعادة (صلالة)
السعادة هي منطقة في مدينة صلالة وتقع في الجهة الشمالية الشرقية منها.

## تقسيم إداري
تنقسم منطقة السعادة إلى قسمين هي:
- السعادة الجنوبية، وفيها معظم الأسواق التجارية الكبرى في منطقة السعادة.
- السعادة الشمالية، وهي الأقرب إلى جبال صلالة، كما يمر عبرها طريق ثمريت-مسقط.

## مميزاتها
تتميز منطقة السعادة بموقعها الاستراتيجي المركزي القريب من العيون والجبال وسهل إتين وشاطئ الدهاريز، مما يجعل هواءها عليلاً ورطباً، وكذلك تتميز برحابة المنطقة وتفرق المساحات العمرانية. كما أن منطقة السعادة تشتمل على الكثير من المراكز الحكومية المهمة كمركز الشرطة، وجامعة ظفار والكليات الأخرى ككلية التقنية والعلوم التطبيقية وغيرها من المعاهد والمراكز التعليمية.

## المرافق الحكومية

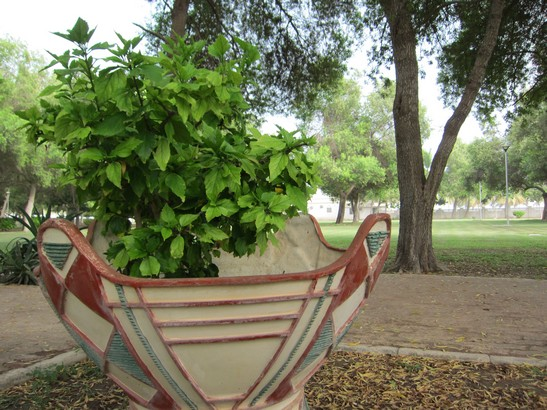
حديقة السعادة العامة.

- مركز الشرطة
- إدارة الجوازات والإقامة
- إدارة المرور
- مبنى الإدعام العام
- هيئة القوى العاملة
- مديرية التربية بمحافظة ظفار
- الكلية التطبيقية بصلالة
- كلية التقنية بصلالة
- جامعة ظفار

## المرافق الترفيهية
- حديقة السعادة العامة، وهي تعتبر المتنزه الأقرب لسكان منطقة السعادة حيث تقع في وسط منطقة السعادة الشمالية.
- مجمع السعادة الرياضي.

## مجمع السعادة الرياضي
مرافق مجمع السعادة الرياضي:
1. ملعب كرة قدم.
2. صالة رياضية مغطاة.
3. حوض سباحة اولمبي.
4. ملعب هوكي معشب.
5. عدد (2) ملاعب تنس معشبة.
6. مرافق البنية التحتية المشتركة, مواقف سيارات للأستاد والصالة الرياضية مجهزة بطرق مسفلتة مع إنارة, مداخل مستقلة ومواقف للملعب لكبار الشخصيات واللاعبين.

## استاد كرة القدم
يتكون الاستاد من مدرجات في أربع اتجاهات.
كراسي وتكون سعتهم على النحو التالي: 
- كراسي للجمهور بسعة 9300 كرسي.
- كراسي كبار الشخصيات مجهزة بالتكييف بسعة 350 المستوى الأول.
- كراسي للاعبين والصحفيين بسعة 336 المستوى الثاني.

الطابق الأرضي ويتكون من:
- .مدخل منفصل لكل من كبار الشخصيات, اللاعبين والجماهير.
- .مدخل للاعبين.
- .عدد (4) غرف تغيير ملابس للأعبين مجهزة بجميع المرافق ودورات المياه.
- .مكتب مراقب المباراة.
- .مركز للموتمرات.
- .غرف للحكام, شرطة عمان السلطانية.

الطابق الأول ويتكون من:
- مدرجات خاصة بكبارالشخصيات , صالة مجهزة بالتكييف ومكان أستقبال لكبار الشخصيات.
- قاعة لاستعراض المباراة.

الطابق الثاني ويتكون من	:
عدد (5) غرف للتعليق مجهزة بالتكييف.
كراسي للزوار واللاعبين.
غرفة خاصة بالأمن.
غرفة خاصة بالتحكم بالصوت.
صالة متعددة الأغراض.
المدرجات الآخرى تتكون من	:
- مدرجات للجماهير.
- موقف خاص للأسعاف.
- مكان خاص بتلفزيون وإذاعة سلطنة عمان.
- مرافق خاصة بالتيلفونات.
- صالات للصلاة.

## المراكز الصحية والعيادات
- مركز السعادة الصحي
- عيادة الرازي
- مركز ليا الطبي
- عيادة الزاهر
- عيادة الضحى
- صيدلية مسقط
- صيدلية الضحى

## الكثافة السكانية
بصورة عامة تعتبر أقل كثافة سكانية من وسط صلالة حيث تبلغ الكثافة السكانية فيها نسبة متدنية مقارنةً ببقية مناطق صلالة المزدحمة، وتعتبر منطقة السعادة منطقة راقية حيث تنتشر فيها منازل المسؤولين وذوي المناصب، كما أن دكاترة الجامعات والكليات يغلب سكنهم بها لقرب المسافة من أماكن عملهم. ويعد الإيجار السكني في منطقة السعادة الأعلى سعراً. 

## الحي التجاري السعادة
يحتوي على العديد من المجمعات والمراكز التجارية مثل:
- سوبرماركت الاستقرار
- مجمع المشهور للتسوق
- مجمع صلالة جاليري

حي الأعمال المركزي غالباً ما يكون أكثر مناطق المدينة كثافة وتتركز فيه الأعمال المهمة والتجارة وأسواق الجملة.

## مشاكل وتحديات
تعتبر منطقة السعادة منطقة خصبة زراعية، ولكن بسبب كثرة البناء العمراني وتحويل المزارع لمراكز تجارية والمنازل الكبيرة والشقق السكنية المرتفعة بدأ جو المنطقة بالتغير.